# Toussaint de Forbin-Janson

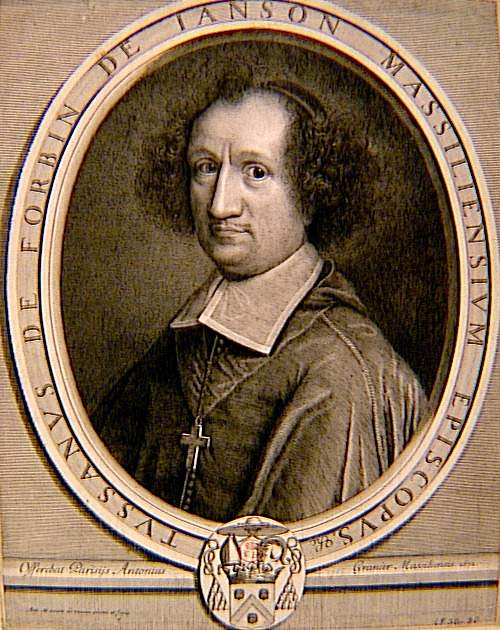

Toussaint de Forbin-Janson (Mane, 1 oktober 1631 - Parijs, 24 maart 1713), ook genoemd kardinaal de Janson, was een Frans diplomaat en kardinaal-bisschop.
Forbin-Janson werd geboren in een adellijke familie in de Provence, toenmalige provincie van het Franse koninkrijk. Na zijn priesterwijding werd hij snel hulpbisschop van Digne (1653) in de Provence, titulair bisschop van Philadelphia (1655), bisschop van Digne (1664), bisschop van Marseille (1668) en graaf-bisschop van Beauvais (1679), tot zijn dood. In de laatste functie in Beauvais was hij tevens Pair van Frankrijk.
Hij ging er prat op dat hij als bisschop van het kleine bisdom Digne de stiel leerde van diplomaat. Hij viel op bij koning Lodewijk XIV op het moment dat hij bisschop was van Marseille, omwille van zijn speeches in de Staten van de Provence. Lodewijk XIV stuurde hem als Frans ambassadeur naar het groothertogdom Toscane en later naar Polen (1673-1677) en Rome. In Polen slaagde Forbin-Janson erin de hofmaarschalk Jan III Sobieski, trouwe bondgenoot van Lodewijk XIV, te laten verkiezen door de Sejm tot koning van Polen. Als beloning beijverde Lodewijk XIV zich bij paus Alexander VIII dat Forbin-Janson tot kardinaal werd gecreëerd (1690). Andere koninklijke beloningen waren het ridderschap van de Orde van de Heilige Geest en de titel van Grootalmoezenier van de Franse koning.

wapenschild

Kardinaal de Janson had als titelkerk in Rome Sint-Agnes buiten de muren (1690-1693) en San Callisto (1693-1715). In de jaren 1700-1710 verbleef de kardinaal zo goed als continu in Rome, en dit nog steeds in diplomatieke dienst van de Franse koning. Hij was een jaar Camerlengo van het College van Kardinalen (1702-1703).
In 1713 stierf hij in Parijs. Zijn graf staat in de kathedraal van Beauvais.
- Bibliothèque nationale de France: cb12390141p (data)
- Biografisch Portaal: 24459338
- Gemeinsame Normdatei: 104249560
- International Standard Name Identifier: 0000 0000 6129 8438
- Système universitaire de documentation: 060328045
- Virtual International Authority File: 74285163
- WorldCat: E39PBJkHqwbkv4w69QgFDkqPcP